# Бело оцило
Бело оцило (лат. Polygonia c-album) врста је лептира из породице шаренаца (лат. Nymphalidae).

## Опис
Дужина предњег крила: 22—24 мм. Основна боја горње стране крила је наранџастосмеђа с тамним мрљама. На доњој страни задњих крила налази се карактеристична сребрна шара у облику ћирилочног слова С (отуда назив врсте). И одрасла јединка и гусеница имају изузетне способности камуфлаже. Адулти заузимају положај крила тако да се њихов изрецкани руб уклапа у позадину. Гусенице ранијих ступњева су тамно сивог до црног интегумента, и веома крупних, разгранатих сколуса. Гусенице четвртог и петог ступња добијају финалан изглед. Основна боја тела гусенице је кестењаста, с наранџастим уздужним линијама на сваком сегменту. Леђна трећина према глави је наранџаста, а остатак леђа је снежнобео. Овако обојена поља заједно са постуром коју гусеница заузима у одмарању имитирају екскрете птица и непривлачан су призор за предаторе.Телесни сегменти носе сколусе (купе, трнови) са чекињама. Главена капсула је на врховима извучена у туберкуле са сетама. Гусеница се често храни копривом — Urtica dioica, као и врстама родова Ulmus, Salix, Betula.
Женке полажу јаја на различите биљке, преферирају оне које минимализују развој ларвалног стадијума. За разлику од неких лептира који полажу своја јаја у серијама, женске П. ц-албум често постављају своја јаја појединачно. После сваког јајета, женка извиђа друге биљке пре него што утврди место на које ће да положи следеће јаје. Јаја су зелена ку почетку, при чему боја прелази у жуту и на крају сиву, пред улуткавање. Укупан број положених јаја или маса јаја варира. Недостатак корелације указује на то да ни количина јаја нити маса јаја не указују на будућу способност потомства.
- Мужјак
- Мужјак, вентрално
- Женка
- Женка, вентрано

## Распрострањење и станиште
Распрострањена је у Северној Африци и у Европи, преко Азије до Јапана. Зоогеографска припадност: средњоевропска врста. Насељава претежно шумска станишта али се може наћи и у урбаним пределима. 

### Подврсте
- P. c. c-album Европа
- P. c. imperfecta (Blachier, 1908) Северна Африка
- P. c. extensa (Leech, 1892) западна и централна Кина
- P. c. kultukensis (Kleinschmidt, 1929) Забајкалје
- P. c. hamigera (Butler, 1877) Усури (типски локалитет Едо, Јапан)
- P. c. koreana (Bryk, 1946) Кореја
- P. c. sachalinensis (Matsumura, 1915) Сахалин
- P. c. asakurai (Nakahara, 1920) Тајван
- P. c. agnicula (Moore, 1872) Непал

## Сезона лета
Ова врста формира до три годишње генерације од краја фебруара до октобра, у зависности од географског подручја, а гусенице се срећу у летњим месецима.